# Keds
Keds ist ein US-amerikanischer Schuhhersteller. Das Unternehmen wurde 1916 gegründet. Erst als Tochtergesellschaft von Uniroyal geführt, ging Keds später in den Besitz von Michelin über und ist heute eine Marke von Wolverine.

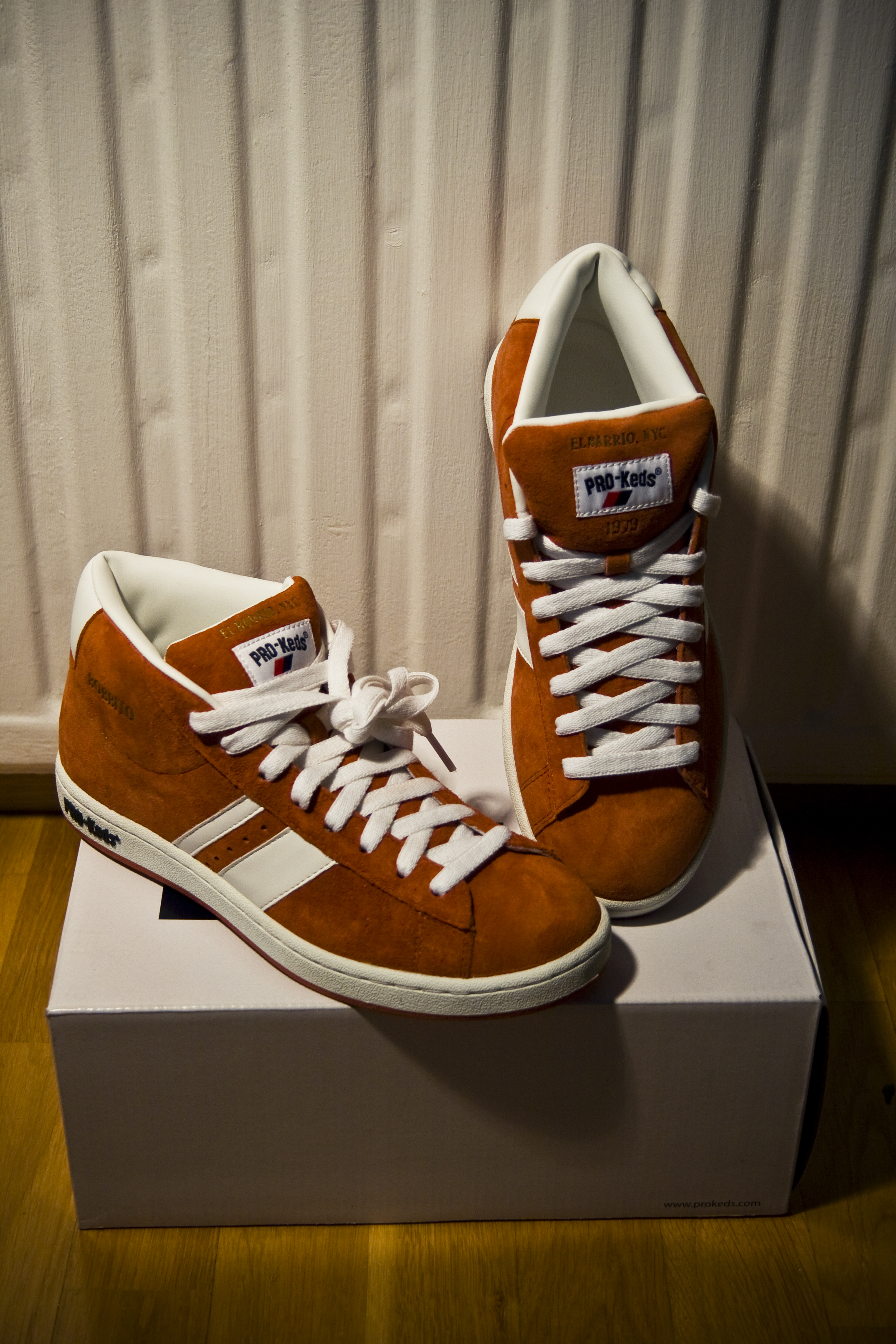
Pro-Keds Royal Flash Mid

Keds lässt sich stilistisch im Bereich „smart casual“ einordnen, das heißt, es entspricht legerer Freizeit- und Bürokleidung. In den 1960er Jahren wurde das Sortiment um die Pro-Keds erweitert, eine Produktlinie, die auf höhere sportliche Ansprüche ausgerichtet ist.